# Wyręby (województwo podkarpackie)
Wyręby – wieś w Polsce położona w województwie podkarpackim, w powiecie rzeszowskim, w gminie Dynów.

## Części wsi
| SIMC    | Nazwa   | Rodzaj    |
| ------- | ------- | --------- |
| 0602182 | Las     | część wsi |
| 0602199 | Słoniec | część wsi |

Wyręby to dawny przysiółek wsi Łubno, położony na zachód od niej, na zachodnim krańcu gminy, na wysokości około 265 m n.p.m. Leży przy drodze wojewódzkiej nr 884. 
W latach 1975–1998 miejscowość administracyjnie należała do województwa przemyskiego.